# Норфолшки голуб
Норфолшки голуб је изумрла подврста новозеландског кереру голуба. Ова популација је вероватно колонизовала острво Норфолк са Новог Зеланда током плеистоцена.

## Екологија
Бројност норфолшког голуба у време насељавања острва је непозната. Рани записи указују на присуство птице, али не садрже никакве информације о њеном броју. На основу понашања других подврста, вероватно је да се птица за храну ослањала на плодове.

## Меморијали
Влада острва Норфолк је 24. фебруара 1971. издала марку у знак сећања на птицу.